# TMC News
TMC News è stato il telegiornale di Telemontecarlo, trasmesso sotto diversi nomi e formati dal 1976 al 2001, anno in cui l'emittente è diventata LA7 e pertanto il notiziario è stato sostituito dal TG LA7, che ne ha ereditato la redazione.

## Storia

### Prima di TMC News
Prima di TMC News c'erano altri spazi dedicati all'informazione su Telemontecarlo. Il primo telegiornale dell'emittente era intitolato Le notizie del "Giornale Nuovo" ed era realizzato dalla redazione de il Giornale: l'obiettivo era quello di preparare un telegiornale per l'emittente, pagando però lo spazio, che veniva considerato pubblicità del quotidiano milanese.
Il TG era condensato in dieci minuti e diviso in due parti: nella prima (annunciata dalle guide tv come Notiziario) un annunciatore, Antonio Devia, leggeva le notizie più importanti della giornata (il TG era all'inizio trasmesso senza immagini); nella seconda (annunciata come L'editoriale o Il commento) appariva in video Indro Montanelli, o uno degli editorialisti del Giornale, tra cui Enzo Bettiza, Mario Cervi, Cesare Zappulli), che commentava il fatto più significativo. Il TG era registrato in tarda mattinata a Milano e poi trasportato a Monaco per essere trasmesso nell'edizione delle ore 20:50.
Dal 1977 il Notiziario venne preceduto dal programma di attualità Montecarlo sera, curato da Luisella Berrino, che subì col passare del tempo degli spostamenti d'orario. Nello stesso anno (ma solo per qualche tempo) la durata del Notiziario fu estesa a mezz'ora. Successivamente le edizioni del TG diventarono due, diminuendo così la loro durata (la prima andava in onda all'ora di cena e la seconda era trasmessa in tarda notte, con tanto di replica dell'editoriale del Giornale andato in onda nella precedente edizione). Nello stesso anno l'emittente nacque anche la rubrica meteorologica. Verso la fine del 1979 Montecarlo sera, trasmesso oramai dopo il TG della notte, fu cancellato. Poco dopo nel palinsesto fu aggiunto un nuovo notiziario pomeridiano, della durata di un quarto d'ora circa, chiamato Montecarlo News. In questo periodo l'editoriale del Giornale, pur essendo trasmesso ancora all'interno del notiziario, comincia a diventare un programma a sé stante. Oltre ad esso, durante la mattinata del biennio 1980-1981 fu inserito il programma di approfondimento Sul giornale oggi, cancellato nell'autunno del 1981 a causa della soppressione del palinsesto mattutino. Nello stesso anno iniziò anche ad andare in onda un rotocalco settimanale.
Nel 1982, dopo che la Rai aveva acquisito la metà del pacchetto azionario di Telemontecarlo, a causa di disguidi il Giornale lasciò l'emittente e contemporaneamente sparì Montecarlo News. Rimasero solo due brevi notiziari (nel 1985 ne rimase uno solo), annunciati come Notizie flash o Notiziario, trasmessi dalla sede nel Principato di Monaco. In questo periodo i lettori del giornale erano Cinzia Sgambati, Rossella Fonda, Antonio Devia, Beppe Bonazzol. Nel frattempo iniziarono anche a nascere i TG sportivi (come Sport flash o TMC sport), che sostituirono lo storico programma Puntosport curato da Gianni Brera.

### Nascita e direzione Pereira
Con l'arrivo del network brasiliano Rede Globo quale azionista di maggioranza di Telemontecarlo, dal 10 febbraio 1986 nacque il primo e vero telegiornale dell'emittente italo-monegasca, intitolato TMC News (Tele Monte Carlo News). La direzione venne affidata al brasiliano Ricardo Pereira, ex responsabile del bureau giornalistico londinese di Globo, il quale diede alla neonata struttura un'impronta più simile alle all-news d'oltreoceano, dallo stile asciutto e incisivo, che ne fece la prima e reale alternativa all'informazione televisiva dell'allora duopolio italiano Rai-Fininvest.
La formula che si iniziò ad attuare in questo periodo fu quella di trasmettere molto sport e informazione. Fu il primo TG in Italia a doppia conduzione (alternata fra un giornalista uomo e una giornalista donna) e con riprese in studio dinamiche. I notiziari erano due, uno alle 12.30 e l'altro alle 19.30, e solo nel primo è prevista la doppia conduzione. Hanno una durata di 15 minuti e sono preceduti da una decina di minuti di informazioni regionali. Il TG serale è diviso in tre parti: la prima è caratterizzata dalla presenza di "hard news" senza commento, la seconda di filmati dall'Italia e dall'estero e la terza di interviste. La sigla musicale del notiziario tradiva l'uso di vecchio materiale brasiliano: quella del TG notturno prendeva a prestito quella di Globo Jornal da globo del periodo 1982-1983, con solo sovrimpresso il nuovo marchio di TMC News, e adattata tre volte fino al 1993. In questo periodo l'edizione delle 12:30 venne denominata Oggi News.
Intanto iniziano man mano ad essere irradiati i TG sportivi di cui i principali andati in onda durante la gestione Marinho sono TMC Sport (che nel 1989 diventerà Stasera sport), Sportissimo e Sport News. Viene anche mandata in onda una rubrica settimanale il mercoledì in seconda serata chiamata TMC Reporter (versione italiana di Globo Reporter). Con il passare del tempo l'informazione ricopre sempre più appuntamenti nel palinsesto e vede anche un restyling delle testate nel 1987 che prevedeva, oltre all'allungamento delle edizioni dei TG, anche l'aggiunta della pagina sportiva all'interno dell'ultima parte di TMC News. Anche in questa occasione alcune sigle furono solo "ritoccate": un esempio era quella di TMC News (durata fino al 1989) creata da alcuni frammenti di quella del famoso programma di Globo Fantastico (in particolare la sigla del 1983) aggiungendoci solo l'animazione del logo della testata; nelle due successive invece vi è la formazione di un microfono. Dal 16 marzo del 1987 si aggiungono una terza ed una quarta edizione del TG di TMC chiamate Flash News, della durata di 5 minuti, cancellata già una settimana dopo la sua prima messa in onda e Notte News, dalla durata di 15 minuti circa. Vengono poi aggiunti nella programmazione altri brevi TG flash trasmessi durante tutto l'arco della giornata, chiamati Telemontecarlo informa. Intanto Oggi News (che nella seconda metà del 1988 si chiamerà semplicemente Oggi) inizia ad avere la conduzione unica (diventa doppia in TMC News) e viene strutturato in questo modo: un giornalista di turno elenca il sommario del programma, per poi dare la linea alla redazione per le notizie (10 minuti circa). Ritornata la linea al giornalista dopo uno stacco pubblicitario, approfondisce dei fatti in compagnia di un ospite (già presentato all'inizio della trasmissione). Infine prendono il via delle rubriche. Questa scaletta rimarrà così fino al 1991 per poi diventare quella di un normale telegiornale.
Per allargare ancora di più la scelta informativa viene stipulato nel 1987 un contratto tra TMC e il network statunitense CBS: ogni mattina sarà irradiato attraverso un collegamento l'edizione mattutina di CBS News. Poco dopo, la tv monegasca si assicura anche la trasmissione notturna del segnale della all-news CNN. Nell'autunno dello stesso anno Notte News viene cancellato dalla programmazione e per un breve periodo l'unico TG serale ad andare in onda è il consueto blocco di Telemontecarlo informa. Poco dopo arriva Telemontecarlo Stasera che prende così il posto del precedente notiziario. Nel settembre 1988 il TG notturno cambia nome e diventa Stasera News. Nel 1989 la programmazione dell'emittente viene estesa e quindi la rete subisce un successivo restyling, in cui viene anche aggiunto un settimanale d'informazione Collegamento Internazionale divenuto nel 1991 Speciale TMC News. Bisogna poi ricordare il grande impegno messo dall'emittente nel raccontare giorno per giorno gli avvenimenti della guerra del Golfo, attraverso degli speciali (Bollettini di guerra), oltre ai tre TG. Infatti, visto che disponevano della diretta, possono interrompere i programmi con dei TG ogni volta sia necessario. Dal settembre 1991 i TG della rete (Oggi, Stasera News e TMC News) prendono tutti la denominazione del notiziario principale, rinnovando la loro veste. Lo stesso accade anche alle rubriche Sport News e Stasera Sport, accorpate entrambe in un unico TMC Sport. Un'altra rubrica significativa per la testata in questo periodo è Retrospettiva (omonimo del brasiliano Retrospectiva, che viene trasmesso tutt'oggi), uno speciale che riassume i fatti più importanti dell'anno: infatti va in onda durante la vigilia di capodanno, fino al 1994, anno in cui Rede Globo cede totalmente l'emittente alla Montedison.
Nella fascia di mezza sera, andava in onda anche un breve notiziario flash chiamato Telemontecarlo Informa condotto, tra gli altri, da Armando Sommajuolo (entrato in TMC nel 1988, e volto simbolo della testata anche dopo il cambiamento in LA7) e Tiberio Timperi.

### Direzione Curzi
Dal 21 novembre 1993, la direzione del TMC News viene affidata a Sandro Curzi e il notiziario prenderà il nome di TMC News - Telegiornale con una veste che tentava di rendere il TG più competitivo. La sigla inizia con una T che prende la forma di una freccia, a cui seguono poi alcune immagini di repertorio. Dal 28 febbraio 1994 debutta una nuova edizione flash del TG alle 20:25 con un ampio spazio dedicato al meteo e le aperture dei tg dei principali canali nazionali mentre il TG serale viene diviso in due parti:
- I fatti: un notiziario trasmesso dalle 18.45 e della durata di 15 minuti,
- I commenti: un approfondimento alle 19.00 e della durata di 30 minuti con gli interventi dei giornalisti della carta stampata e degli ospiti del fortunato Tappeto volante[4].

Dal 27 novembre 1995 il TG subisce una serie di cambiamenti in vista dell'imminente rilevamento, da parte di Auditel, degli ascolti dell'emittente (dal 28 aprile 1996). Al TG delle 18:45 viene affiancata l'edizione delle 20:00 (dopo 3 anni di assenza) dalla durata di 30 minuti, in diretta concorrenza con TG1 e TG5, caratterizzata dalla presenza di tre o quattro notizie principali mostrate come sulla prima pagina di quotidiano (titolo, occhiello, sommario). Lo studio viene cambiato ed è presente un editoriale, che non supera il minuto e mezzo di durata. L'ultimo quarto d'ora viene dedicato agli approfondimenti e viene chiamato Primo piano.
L'edizione delle 22:30 viene affidata al vicedirettore Ivano Santovincenzo e alle 0:30 ci sono le anticipazioni dei giornali del giorno seguente (MONTECARLO Nuovogiorno). Alle 7:00 viene lanciata la rassegna stampa (Buongiorno MONTECARLO), segue dopo un rullo di notizie lette da un giornalista. Alle 13:30 viene lanciato TMC Sport e subito dopo alle 14:00 TMC News della durata di un quarto d'ora circa, affidato ad anchorwoman.
Sempre nel 1995 TMC News ingloba la redazione del VM Giornale di Videomusic di Marco Giudici (divenuta TMC2 a giugno del 1996), provocando così anche il cambiamento del telegiornale in Flash - Telegiornale di TMC2 (poi trasmesso anche da MTV Italia fino alla nascita di MTV News).
A dicembre 1995, nasce la rubrica La settimana di Montanelli, che consiste in un'intervista di Alain Elkann al giornalista toscano.
Poco prima dell'addio di Curzi, dal febbraio 1996 TMC News rinnova la sua veste: il nuovo simbolo, che resta fino alla fine, è rappresentato da una sfera luminosa formata da fasce composte dagli argomenti tipici di un tg, una sorta di testina rotante stilizzata, e cambia anche la musica, che pure resterà invariata. Da adesso ogni tg avrà un proprio nome. Ogni TV ha un suo nome: alle 7:00 Buongiorno TMC (rassegna stampa), alle 12:15 TMC Flash, alle 13:00 TMC Ore 13, alle 20:00 TMC ore 20 (con lo stesso Curzi al timone), alle 22:30 TMC Sera e alle 0:30 TMC Domani (con le anticipazioni dei giornali del giorno seguente).

### Direzione Girola
Nel 1996, a causa di disguidi col nuovo editore Vittorio Cecchi Gori, Curzi, considerato "ingombrante" dal neoproprietario, viene improvvisamente licenziato. Cecchi Gori, dopo aver inizialmente annunciato il caporedattore della sede milanese de Il Messaggero Claudio Pavoni, nomina ad interim Ivano Santovincenzo. La notizia del licenziamento di Curzi sarà oggetto di discussione nei giorni seguenti. Santovincenzo lascerà il posto a fine marzo al caporedattore centrale di Famiglia Cristiana Pier Michele Girola che sposta il TG delle 20:00 alle 19:30, cambiando la sigla (più breve) e utilizzando la denominazione del notiziario principale (TMC News). Durante il periodo delle elezioni Girola condurrà Votofinish - L'Italia che conta giudica i risultati elettorali. Durante l'estate del 1996 Girola annuncia che avrebbe lasciato l'incarico il 30 settembre, decidendo successivamente di restare fino al 31 dicembre dello stesso anno.

### Direzione Lubrano
Il 7 aprile 1997 diviene direttore del TG Antonio Lubrano e condirettore Luca Airoldi. Con Lubrano gli appuntamenti principali con l'informazione sono alle 12:50, con TMC ore 13, dieci minuti di informazione veloce sui fatti principali del giorno, alla sera invece rimane invariato l'appuntamento con TMC News alle 19:30. Alle 22:30 circa, dopo o durante il film o programma di prima serata, TMC Sera, quindici minuti di aggiornamento e commento sulle news della giornata e un'anticipazione della rassegna stampa. Infine, dopo la mezzanotte, finito il film di seconda serata, ultimo appuntamento con le news con TMC Domani, con quindici minuti di riassunto dei fatti del giorno, le anticipazioni del giorno successivo e la rassegna stampa, tutte le notti. In luglio-agosto dalle 7 alle 9  "Good Morning Italia" sostituisce Buongiorno TMC. Nello stesso anno Lubrano conduce Candido, un nuovo appuntamento quotidiano in onda all'interno di TMC News, ed il venerdi prima di TMC Sera "la posta del direttore". Nel settembre 1997 Lubrano sposta la rassegna stampa alle 08.30 affidandone inizialmente la conduzione ad Andrea Pancani ed inizia ad andare in onda il settimanale TMC Speciale News curato da Carmine Fotia.
Nel 1998 vi è l'unificazione delle edizioni sotto il nome TMC Telegiornale, che si arricchiscono e cambiano orario. La fascia mattutina prevede tre edizioni: alle 07.00 la prima, con cinque minuti di notizie sui fatti principali della giornata, montate a ritmo serrato e con voce fuori campo, alle 08.25 la seconda anch'essa di cinque minuti, ma condotto in studio, ed essa approfondisce di più le notizie del giorno ed infine la rubrica "I giornali oggi" illustra le notizie dei principali quotidiani nazionali. Alle 12.40 il TG dell'ora di pranzo, che precede la rubrica economica Soldi soldi. Nel pomeriggio, alle 18.00 un breve aggiornamento di 2 minuti sui fatti della giornata. La fascia serale prevede altre 3 edizioni del TG: quella delle 19.30 viene spostata alle 20.25, la penultima alle 22.40 ed all' 01.30 circa l'ultimo appuntamento con il Telegiornale, dedicato ai fatti e ai personaggi che hanno caratterizzato la giornata appena trascorsa. Il tutto è arricchito da 2 edizioni di TMC Sport (12.55 e 19.55) con in più una rassegna stampa sportiva alle 07.05, all'interno della prima edizione del TG. Il cambiamento si fa sentire anche nella rubrica di Fotia, diventata "SPECIALE TELEGIORNALE".
Dall'aprile del 1998 il Telegiornale cambia orario e riduce le sue edizioni. Le tre principali venivano trasmesse alle 12:45, alle 19:45 e alle 22:45. L'edizione delle 19:45 era a metà strada tra un tg e un 'Mi manda Lubrano', condotta da lui stesso trattava anche di informazioni sociali, di attualità civile e dei diritti degli utenti e dei consumatori, parlando di ambiente, pensione, cittadini tartassati oltre alle notizie del giorno.

### Direzione Santovincenzo
Dal giugno del 1999 al 2001 il direttore della testata è Ivano Santovincenzo, già giornalista di TMC News dal 1986 e vicedirettore dal 1994. In questo periodo i vari TG tornano a chiamarsi tutti TMC News e così sarà fino alla nascita di LA7. Viene così ripristinata la sigla già trasmessa nell'annata 1996-97, allora usata solo per il TMC News della sera. Anche in questa occasione i notiziari cambiano orario, si arricchiscono di notizie e raddoppiano. Si inizia alle 07.30 con l'Edicola di Andrea Pancani, seguita da Sport Edicola. Alle 10.00 una breve edizione del TG con aggiornamenti dal mondo e alle 12.45 l'edizione dell'ora di pranzo di TMC News, seguita dallo sport. L'edizione della sera dura oltre 30 minuti e non più un quarto d'ora e viene spostata dalle 19.45 alle 19.30. Questa edizione viene divisa in due parti: TMC News con il notiziario e TG Oltre, un approfondimento su storie, fatti e personaggi d'attualità condotto da Flavia Fratello. Tra le 22.45 e le 22.55 viene confermato il TG di mezza sera e all'1.00 l'ultimo appuntamento con TMC News Edicola Notte. Confermate le rubriche che andavano in onda anche precedentemente come Due minuti un libro di Alain Elkann, Tg Incontra, Trenta minuti, La settimana di Montanelli, Rosa Rosae e I Quindici. Carmine Fotia ritorna a gennaio 2000 con una rinnovata versione di TMC Reporter.

### Direzione Lerner e trasformazione in TG LA7
Una settimana prima della nascita di LA7 la direzione di TMC News venne assunta da Gad Lerner; fu lui a guidare il telegiornale nella fase di transizione da Telemontecarlo a LA7. Dal 24 giugno 2001, dunque, il telegiornale fu sostituito dal TG LA7.

## Edizioni
Durante la stagione 1996-2001 di messa in onda di TMC News le edizioni erano le seguenti:
- TMC News Prima Pagina: in onda alle ore 07:00.
- TMC News Edicola: in onda alle ore 07:30-08:30.
- TMC News Mattino: in onda alle ore 08:25.
- TMC News Flash AM: in onda alle ore 10:00.
- TMC News Giorno: in onda alle ore 12:30-12:45.
- TMC News Flash PM: in onda alle ore 18:00.
- TMC News Sera: in onda alle ore 19:30-19:45.
- TMC News Mezzasera: in onda alle ore 22:45-23:00.
- TMC News Edicola Notte: in onda alle ore 01:00-01:30.

## Conduttori
- Armando Sommajuolo
- Giovanna Lio
- Paola Palombaro
- Teo Bellia
- Tiberio Timperi
- Alberto Bilà
- Sonia Cianca
- Patrizia Viola
- Giancarlo Feliziani
- Stefano Bises
- Paola Saluzzi
- Andrea Pancani
- Edgardo Gulotta
- Annalisa Spiezie
- Andrea Molino
- Flavia Filippi
- Silvia Mauro
- Roberto Pavone
- Marina Sbardella
- Fabrizio Falconi
- Maria Luisa Cocozza
- Roberto Quintini
- Camilla Moreno
- Massimo Caputi
- Lucio Seneca
- Roberto Bernabai
- Laura Perego
- Ivano Santovincenzo

## Direttori
| Nome                | Periodo   |
| ------------------- | --------- |
| Indro Montanelli    | 1976-1982 |
| Roberto Quintini    | 1982-1986 |
| Ricardo Pereira     | 1986-1993 |
| Sandro Curzi        | 1993-1996 |
| Pier Michele Girola | 1996-1997 |
| Antonio Lubrano     | 1997-1999 |
| Ivano Santovincenzo | 1999-2001 |
| Gad Lerner          | 2001      |